# Usofila
Usofila là một chi nhện trong họ Telemidae.